# Billel Attafen
Billel Ataffen (Tipaza, 3 juli 1985) is een Algerijns voetballer die momenteel uitkomt voor MC Alger.
Voor hij bij die laatstgenoemde club terechtkwam speelde hij tussen 2005 en 2009 voor NA Hussein Dey.
Ataffen speelt als middenvelder.